# Lancia Esaro
El Lancia Esaro es un camión de carga militar y civil fabricado por la marca italiana Lancia Veicoli Industriali para el ejército italiano. Se fabricó desde 1942 hasta 1946 con 400 unidades para el ejército italiano. y un total de 2000 ejemplares de gasolina entre 1942 y 1945, además de 21 ejemplares diésel en 1946.

## Características principales
El Esaro fue presentado en 1942 como una versión más pequeña y mejorada del popular Lancia 3Ro, en el marco de la Segunda Guerra Mundial, como un modelo de uso principalmente militar. El Esaro estuvo disponible con dos tipos de motores, uno de gasolina (BM) de 80 hp de potencia y uno diésel (NM) de origen Junker usado en el Lancia 3Ro, este último motor adoptado por algunos modelos contemporáneos como el Omicron. Ambos motores poseían la misma cilindrada de 6.875 cm³ con un diámetro de 108 mm y una carrera de 150 mm. Con el fin de la guerra culminó la producción de este modelo.